# Municipio de Stannard
El municipio de Stannard (en inglés: Stannard Township) es un municipio ubicado en el condado de Ontonagon en el estado estadounidense de Míchigan. En el año 2010 tenía una población de 790 habitantes y una densidad poblacional de 2,44 personas por km².

## Geografía
El municipio de Stannard se encuentra ubicado en las coordenadas 46°35′42″N 89°8′42″O / 46.59500, -89.14500. Según la Oficina del Censo de los Estados Unidos, el municipio tiene una superficie total de 324.1 km², de la cual 324,02 km² corresponden a tierra firme y (0,03 %) 0,09 km² es agua.

## Demografía
Según el censo de 2010, había 790 personas residiendo en el municipio de Stannard. La densidad de población era de 2,44 hab./km². De los 790 habitantes, el municipio de Stannard estaba compuesto por el 96,33 % blancos, el 2,78 % eran amerindios, el 0,13 % eran de otras razas y el 0,76 % eran de una mezcla de razas. Del total de la población el 0,63 % eran hispanos o latinos de cualquier raza.